# Liste der Nummer-eins-Hits in Belgien (1973)
Diese Liste enthält alle Nummer-eins-Hits in Belgien im Jahr 1973. Es gab in diesem Jahr 18 Nummer-eins-Singles.
| Singles |
| --- |
| - Gilbert O’Sullivan – Clair - 5 Wochen (2. Dezember 1972 – 5. Januar 1973) - Freddy Breck – Überall auf der Welt - 1 Woche (6. Januar – 12. Januar) - The Osmonds – Crazy Horses - 5 Wochen (13. Januar – 16. Februar) - Bonnie St. Claire & Unit Gloria – Clap Your Hands and Stamp Your Feet - 2 Wochen (17. Februar – 2. März) - Little Jimmy Osmond – Long Haired Lover from Liverpool - 1 Woche (3. März – 9. März) - Freddy Breck – Bianca - 3 Wochen (10. März – 30. März) - Middle of the Road – Yellow Boomerang - 2 Wochen (31. März – 13. April) - Demis Roussos – Forever and Ever - 1 Woche (14. April – 20. April) - Gilbert O’Sullivan – Get Down - 5 Wochen (21. April – 25. Mai) - Dawn – Tie a Yellow Ribbon Round the Ole Oak Tree - 7 Wochen (26. Mai – 13. Juli) - Redbone – We Were All Wounded at Wounded Knee - 4 Wochen (14. Juli – 10. August) - Demis Roussos – Goodbye My Love, Goodbye - 1 Woche (11. August – 17. August) - Björn, Benny, Anna & Frida – Ring Ring - 1 Woche (18. August – 24. August) - Bobby Vinton – Hurt - 6 Wochen (25. August – 5. Oktober) - Demis Roussos – My Friend the Wind - 5 Wochen (6. Oktober – 9. November) - The Rolling Stones – Angie - 2 Wochen (10. November – 23. November) - Demis Roussos – Schönes Mädchen aus Arcadia - 5 Wochen (24. November – 28. Dezember) - Nick MacKenzie – Juanita - 3 Wochen (29. Dezember 1973 – 18. Januar 1974, insgesamt 4 Wochen; siehe 1974) |